# Gamleborg

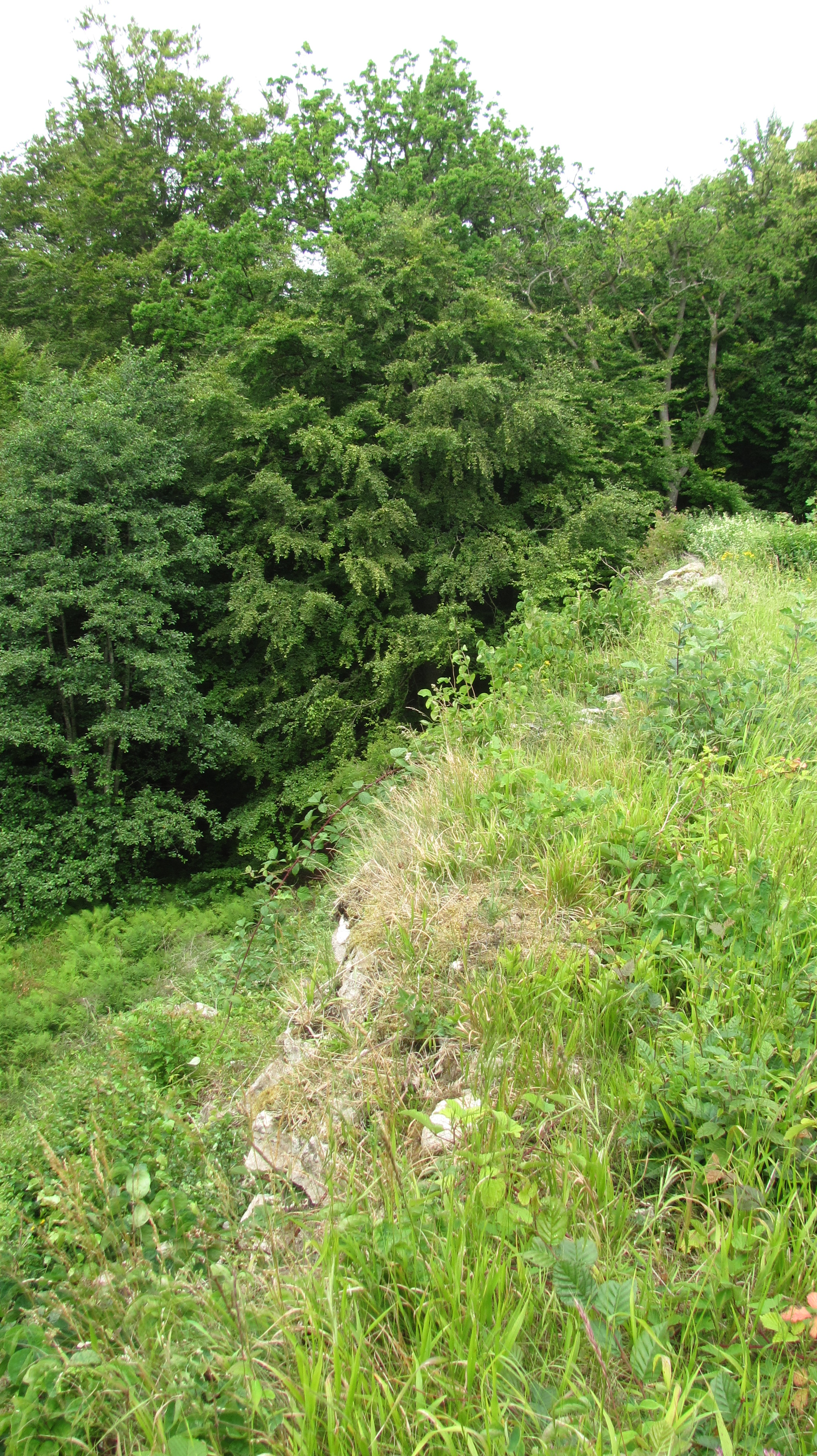
Burgmauer und Graben

Gamleborg ist eine Wallburg auf Bornholm in Dänemark.

## Lage und Größe
Die Burg Gamleborg bedeckt eine Fläche von 2,5 ha und liegt fast genau in der Mitte Bornholms auf einem leicht unebenen, 21 m hohen Plateau im Wald von Almindingen, dem größten Wald Bornholms.  Die nächstgelegene Ortschaft ist die 6 km südlich gelegene Stadt Aakirkeby. Von Nord nach Süd beträgt die Ausdehnung der Burg 270 m, von Ost nach West 110 m.

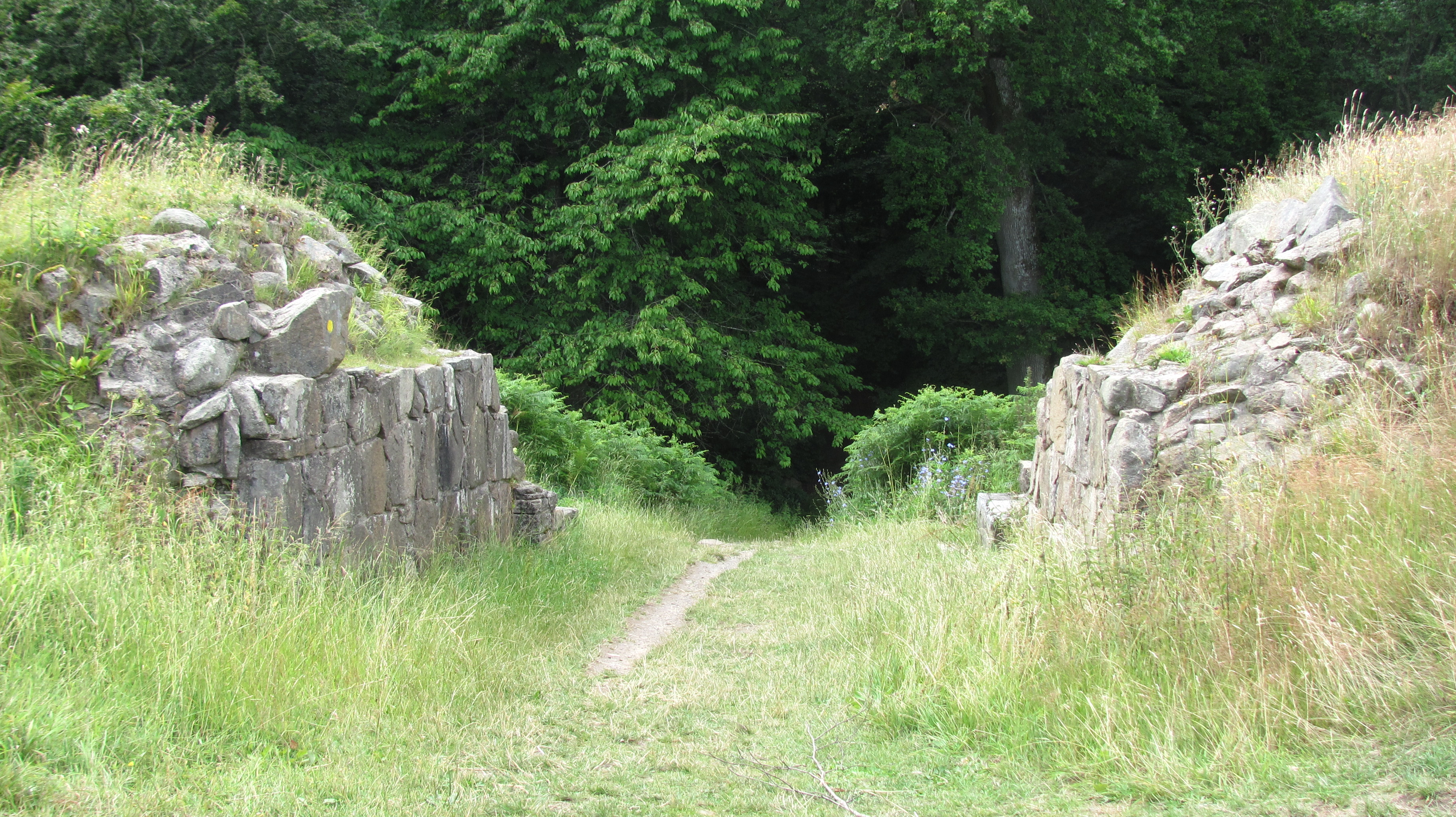
Tor im Südwesten

## Geschichte
Gamleborg ist das älteste Steingebäude Bornholms. Man geht heute davon aus, dass Gamleborg im 9. Jahrhundert zur Zeit der Wikinger erbaut wurde und nicht nur eine Fliehburg war, sondern ständig bewohnt wurde. Bei archäologischen Untersuchungen fand man hier Glasperlen und Schmuck aus dem 9. Jahrhundert sowie Webgewichte, Hufeisen und Steigbügel aus dem 11. Jahrhundert. Ebenso entdeckte man Spuren eines Großbrandes aus der Wikingerzeit, jedoch keinen Anhalt für Kämpfe oder Brände aus späteren Jahrhunderten. Im 9. Jahrhundert fiel ganz Bornholm an Dänemark. Möglicherweise wurde Gamleborg der Herrschaftssitz, wofür die zentrale Lage der Burg spräche. Dass bei archäologischen Ausgrabungen u. a. Glasperlen und anderer Schmuck gefunden wurde, könnte darauf hinweisen, dass die Bewohner der Burg der gehobenen Schicht der Bevölkerung angehörten. Um 1100 wurde die Burg durch eine 2 m dicke und bis zu 6 hohe Mauer im Westen verstärkt, dabei wurde das Südtor zugemauert und durch ein Tor aus Granit mit Mörtel im Südwesten der Burg ersetzt, vor dem sich möglicherweise eine Zugbrücke befand. Um 1150 wurde Gamleborg aufgegeben, und um diese Zeit wurde die nahe gelegene Burg Lilleborg erbaut.

## Burganlage
Architektonisch erinnert die Gamleborg an die Wallburg Borge sowie an die Torsburg auf Gotland. Erhalten ist in erster Linie die 275 m lange und bis zu 6 m hohe Burgmauer aus Bruchsteinen und kleineren Findlingen, die im Westen der Anlage errichtet wurde und auf der sich möglicherweise Palisaden befanden. An den anderen Seiten wurde die Burg nicht durch eine Mauer begrenzt, da sich dort steile Abhänge befinden, die einen natürlichen Schutz bildeten. Auch der Graben, der um die Burg herumführt, ist noch heute gut erkennbar. Im Norden der Anlage ist am höchsten Punkt der Burg das Haupttor erhalten, neben dem die Reste eines viereckigen Turmes entdeckt wurden. Ein weiteres, jüngeres Tor aus Granit ist im Südwesten der Burg erhalten, hier befand sich möglicherweise eine Zugbrücke. Die genaue Lage der Wohngebäude im Inneren der Burg, das heute von dichtem Pflanzenbewuchs bedeckt ist, ist bis heute unbekannt. Gut erkennbar ist jedoch noch heute die Lage einer Wasserstelle im Nordwesten des ummauerten Bereiches.

## Umgebung
Die jüngere Burg Lilleborg liegt nur knapp einen Kilometer entfernt. In der Nähe der Burg Gamleborg befindet sich im Wald Almindingen ebenfalls das bekannte und viel besuchte Echotal Ekkodalen.
Eine zweite Gamleborg liegt östlich in den Paradiesbakkerne (bei Gryet).